# Низкотелый сом-риганелла
Низкотелый сом-риганелла (лат. Reganella depressa) — вид лучепёрых рыб из семейства кольчужных сомов, единственный представитель рода сомов-риганелл (Reganella). Научное название рода происходит от фамилии британского ихтиолога Чарльза Тейта Регана.

## Описание
Общая длина достигает 11,3 см. Голова широкая, сильно уплощённая. Рыло вытянутое, тонкое. Глаза умеренно крупные, расположены на верхней части головы довольно близко друг от друга. Туловище коренастое, сверху и снизу сжато и покрыто костными пластинками, сужается на хвостовом стебле. Спинной плавник низкий, короткий. Жировой плавник отсутствует. Грудные плавники широкие, прозрачные, с короткой основой. Брюшные плавники немного уступают грудным, хвостовой плавник короткий, зауженный.
Окраска светло-коричневая или песчано-жёлтая.

## Образ жизни
Биология изучена недостаточно. Это донная рыба. Предпочитает жить в пресной и прозрачной воде. Держится песчаных почв и отмели. Питается растительностью, значительно реже мелкими водными организмами.

## Распространение
Является эндемиком Бразилии. Обитает в бассейнах рек Риу-Бранку, Рио-Негро и Тапажос.